# 万里慧
万里慧（まりえ、1985年10月25日 - ）は、日本のミュージシャン、元AV女優。旧芸名は結城リナ（ゆうき リナ）。ライノプロダクション所属。本名は池田万里慧。

## プロフィール
東京都出身。血液型:O型 、身長:162cm 、スリーサイズ:B82・W60・H84、Dカップ
- 特技:バスケットボール、フットサル
- 趣味:スポーツ、カラオケ、ガチャピン関連グッズ収集

## 略歴
中学校時代からバスケットボールをしていた。2005年にAVデビュー。当時はバンビプロモーション所属。AVのみならずTVでも活躍するが、2008年8月31日をもってAV女優を引退（引退作はレイデックスより発売）。AV女優引退後も、ミュージシャン、タレントとして芸能活動を続けている。
2008年8月、結城マリエ名義で サンズエンタテインメントの芸能人女子フットサルチーム「carezza」に入団。背番号は「27」。
2009年3月13日、テレビ東京「音楽ば〜か」の昭和歌謡ユニットオーディションで勝ち抜き、「美女木ジャンクション」のメンバーとして歌手デビュー。
2012年6月、美女木ジャンクションを卒業（事実上の解散）。ソロでの活動を始める。
2016年9月3日、テレビ東京「家、ついて行ってイイですか?」に出演。この出演は、結城が恵比寿駅にて終電を逃したところをテレビ東京のスタッフが取材したことによるもの。この放送で結城は、AV女優を引退してからの歌手生活の辛さを語った。
2017年5月6日、芸名を「結城リナ」から本名である「万里慧」として活動していくことを発表。
堀江貴文プロデュース「蝦夷マルシェ」経営に携わったことを機に、2019年3月から北海道大樹町に移住。

## 作品

### アダルトビデオ
2005年
- イイ女狩り 8（8月26日、うまなみ。（ケイ・エム・プロデュース））
- M MANIA男を惑わし弄ぶ2人の痴女（9月1日、MOODYZ）
- ボッキンTV Vol.3（9月8日、ディープス）
- 制服ジャック裏合法学園弄ばれた女教師と女子校生（9月9日、デジタルドリーム）
- アスリートマニア 〜競泳編〜（9月15日、ミル）
- 一期一会R（9月19日、ドグマ）
- ドスケベナース（9月29日、隼エージェンシー）
- 背伸びした幼き妹と汚れた兄のあいだに2（10月10日、魂奇）
- 美脚中出し（10月13日、隼エージェンシー）
- レイプ現場2マ○コをメチャクチャにされた6人の女子校生（10月13日、隼エージェンシー）
- 淫乱症候群チ○コとザーメンが大好きな女たち（10月13日、隼エージェンシー）
- 混浴美人（10月15日、フリービジョン）
- 全力ファック（10月20日、ホットエンターテイメント）
- 服従イラマチオ−美乳令嬢イラマ奴隷−（10月21日、タカラ映像）
- 女教師暴行レイプ3（10月21日、デジタルドリーム）
- S級 素人ギャル千人斬り! vol.4（10月21日、うまなみ。（ケイ・エム・プロデュース））
- 親友同士でオナニー見せ合ってハードレズ（10月25日、ホットエンターテイメント）
- 若妻白書−不貞な躰−（11月4日、タカラ映像）
- セクハラ株式会社ミニスカ新入社員イジ面接（11月11日、LEO）
- 女子校生限定!!負けたらHな罰ゲーム飛び込み○×クイズ（11月17日、ディープス）
- うまなみプレゼンツ 11 S級 素人ギャル千人斬り! 4時間 2（11月18日、おかず。（ケイ・エム・プロデュース））…うまなみ。作品『S級 素人ギャル千人斬り! vol.4』のセルDVD化作品
- ぶっとばしマ○コ（11月19日、ドグマ）
- Hip PoP lovers 10 結城リナちゃんの場合（11月25日、無敵屋）
- 英国給仕やすらぎ 結城リナ（12月10日、ドリームチケット）
- THE FETISH OF オフィスレディ黒タイツスペシャル（12月16日、HRC）
- HIP POP lovers 10（12月16日、無敵屋）

2006年
- 素人逆ナンパ中出し菊原まどかと結城リナが素人男を無理やりAVに出演させて中出しされちゃいました!（1月13日、隼エージェンシー）
- スポーツレイプ女子陸上部（1月19日、ヒビノ）
- 女子校生強制中出し8（2月10日、隼エージェンシー）
- ファッションモデルJB 3（2月15日、ジェイモデル）
- 都会の上空でバレずに強制SEX?（2月16日、甲斐正明事務所(ブリット））
- 素人オネギャルHEAVEN（2月24日、おかず。（ケイ・エム・プロデュース））
- M中毒（3月4日、タカラ映像）
- 女子校生レイプ3犯されまくる9人の女子校生（3月10日、隼エージェンシー）
- 極上4時間 手淫&舌淫 SP III（3月10日、隼エージェンシー）
- なまハメ中出し注入−池袋若妻編（3月24日、デジタルバンク）
- 美脚スター&美尻クイーンズ（3月29日、LEO）
- EROSTAR（3月30日、ゴリラプロジェクト）
- PORNOGRAPH06（3月31日、グラフィス）
- やっぱ!中出しでしょ4 *10人の中出し姫*（4月10日、隼エージェンシー）
- オナニスト第13章（4月10日、隼エージェンシー）他多数出演
- アダルトビデオショップ女性店員売上アップのために赤面ミニスカご奉仕キャンペーン!!（4月20日、SODクリエイト）
- ダッチワイフ妻−私の淫乱妻を可愛がってください−（4月22日、グローリークエスト）
- 純生コレクター1−（5月10日、プレステージ）
- 手コキエンジェル−（5月18日、SODクリエイト）
- うまなみプレゼンツ 18 イイ女狩り4時間 3（5月19日、おかず。（ケイ・エム・プロデュース））うまなみ。作品『イイ女狩り8』のセルDVD化作品、他多数出演
- 変態集団オフィス（6月8日、タカラ映像）
- スーパー野外露出駐車場で電動マッサージ器攻撃（6月16日、BeCool）
- 集団性的いぢめ女学園（6月19日、クロス）他多数
- 露出!納涼!野外!心霊地ファック!!（6月22日、ディープス）
- 顔は廊下 体は客室!!（6月25日、ホットエンターティメント）
- こだわりの手コキ 4時間SP 40人のハンドメイド（7月10日、隼エージェンシー）他39名出演
- 公園のベンチでスカートの脇の切れ目に手を入れて電マするのが最高!（7月20日、ホットエンターティメント）
- 僕のメガネは透視できる!（7月25日、ホットエンターティメント）
- ギャルコレ! 3 -素人ギャル即ハメパラダイス-（7月28日、うまなみ。）
- 美人アスリートに大人気!エロもみ整体（8月19日、クロス）
- 電マ淫嬢（8月25日、サンクチュアリ）
- 素人マジ友達を現場見学中にハメ交渉−（8月25日、ホットエンターティメント）
- ギャルコレ! 4時間 2（8月25日、おかず。（ケイ・エム・プロデュース））うまなみ。作品『ギャルコレ! 3』のセルDVD化作品
- 素人オネギャルHEAVEN 4時間（8月25日、おかず。（ケイ・エム・プロデュース））おかず。作品『素人オネギャルHEAVEN』のセルDVD化作品
- THE痴女激ギリ激ヤバモザイクX潮吹きギャル騎乗位（9月7日、ディープス）
- 結城リナの全てが知りたい（9月20日、ホットエンターティメント）
- 話題のワイドレンズ使用!ド迫力ハメマンコ（10月19日、クロス）
- ジャパニーズビューティーモデルズSP（11月15日、ジェイモデル）
- 胸がドキドキハメラレ野球拳（12月21日、SODクリエイト）

2007年
- 女子校生レイプ5 犯されまくる12人の女子校生（1月13日、隼エージェンシー）他11名出演
- 脱ぎたてホカホカ生パンティーでイカされ2時間。（1月19日、クロス）
- コスプレドールズ VOL.08（2月2日、映天）
- 女子校生限定20人 花の卒業式で痴女お礼参り!（3月8日、ディープス）
- 時間よ止まれ! パート6（3月8日、V&Rプロダクツ）
- 彼女のカノジョと *18 大沢佑香&結城リナ(3月30日、ゴーゴーズ）
- ヤリすぎウテウテ痴女学院20人! 入学式があったよ!痴女がいっぱいキター!!（4月5日、ディープス）他19名出演
- 女優魂（4月19日、SODクリエイト）
- 女監督のお仕事（5月4日、SODクリエイト）
- ヤリすぎウテウテ痴女学院2 20人! レズ抗争がぼっぱつ!たいへんだ〜っ!!（5月4日、ディープス）
- 哀れなる者 汝の名は女なり 連続婦女暴行魔（5月10日、FAプロ）
- 浴衣陵辱（5月31日、笠倉出版社）
- バイブの虜24（6月1日、プールクラブ）
- 柔術教室 逆ナン（6月7日、SODクリエイト）
- 男装♀女装♂（6月23日、レイディックス）
- 伊賀VS甲賀 くノ一戦勇記（6月29日、笠倉出版社）
- アスリートマニア1 〜競泳編〜（7月4日、ミル）
- 仕事を忘れた女優の本音がぶつかる!! 仕事を忘れて恋愛SEXしてみませんか!?（7月5日、SODクリエイト）
- ソフト・オン・デマンド女子社員VSオレンジ通信女編集部員 ドキッ!丸ごと下着 女子社員だらけの水泳大会 THE ゴージャス（7月5日、SODクリエイト）
- レイプ!無人島サバイバー 捕まったら最後 LAST シーズン1（7月5日、サディスティックヴィレッジ）
- これが限界ギリギリ露出街中潮吹き アクメ自転車がイクッ!! アクメ第2形態（8月4日、SODクリエイト）
- マンコがマンコに恋をする理由（わけ） 女子校生アクメ中毒レズビアン（9月19日、ドグマ）
- Lesbian Complex（9月22日、レイディックス）
- スーパーヒロイン危機一髪!!Vol.20（10月12日、GIGA）
- 女子校生レイプ5 犯されまくる12人の女子校生（11月13日、BRAVO）
- 女軍人 Vol.03 敗北の美人指令・恥辱の宴（11月23日、GIGA）
- オトコのスケベな妄想シリーズ VOL.8 美人とブスの価値が逆転!?（12月6日、SODクリエイト）
- ヒロイン討伐 Vol.33（12月7日、GIGA）

2008年
- イイ女だらけの新年会 〜ムラムラしちゃったので出前のバイト君をやっちゃった〜（1月5日、Hunter）
- 罵倒SEX（4月17日、SODクリエイト）
- ヒロイン危機一髪!!マジカルセイバーズ（4月25日、GIGA）
- 貴方はワタシの、性処理玩具（5月1日、ワンズファクトリー）
- 半裸バスケットボール決勝大会（5月22日、SODクリエイト）
- テッカリコスチュームに包まれた魅惑のテカ尻（5月23日、無敵屋）
- 東京FUNKYギャル（5月30日、ピエロ）
- 帰ってきたスーパーヒロイン 16（6月27日、GIGA）
- 純愛レズビアン 8（6月27日、ピエロ）
- ヒロインHARD討伐 Vol.2（7月11日、GIGA）
- AV卒業!結城リナの素顔〜完全自画撮り一週間〜（10月25日、レイディックス）※引退作

### ピンク映画
- 性欲診察 白衣のままで（2007年3月30日公開、新東宝映画）
- 奪う女 中出しの誘惑（2007年8月3日公開、オーピー映画）
- 裸の女王 天使のハメ心地（2007年9月28日公開、新東宝映画）
- 痴女教師 またがり飲む（2007年11月2日公開、オーピー映画）
- 喪服の未亡人 ほしいの（2008年4月25日公開、Vパラダイス）
- 獣になった人妻（2008年8月8日公開、新東宝映画）
- 痴漢電車 うごめく指のメロディ（2008年8月8日公開、オーピー映画）
- CA発情フライト 腰ふりエッチ気流（2008年10月17日公開、オーピー映画）
- 好きもの家系 とろけて濡れる（2008年11月14日公開、オーピー映画）
- 裸身の裏顔 ふしだらな愛（2008年12月26日公開、オーピー映画）

### バラエティ
- 24時間かすみレディオDVD-BOX 上巻（2013年1月16日、ポニーキャニオン） - 24時間かすみレディオ開幕戦、かすみのまんま前篇、深夜の淀川OG会収録

## 音楽

### シングル
- YUKIRINA（2012年3月10日）
- .口だけナルシスト（2014年10月1日）
- 勝ち犬の遠吠え（2015年6月26日）
- 賞味期限（2015年7月26日）
- かわいくない女（2015年8月31日）
- 秘・蜜女（2015年9月30日）
- わたしのための愛（2015年10月30日）
- 生活（2015年12月31日）

### アルバム
- 物語論<narratology>（2013年4月）
- カヲス（2016年11月23日）
- NOISY ADULT（2018年2月28日）

## 出演

### 舞台
- アフリカ座 VIVID COLOR vol.4「Re:born〜リボン〜」（2012年2月11日 - 14日、TACCS1179）
- アフリカ座 VIVID COLOR vol.5「メティス〜Metis〜」（2012年9月8日 - 11日、TACCS1179）
- Pink Punk Pamper（2013年3月27日-3月3日、中野MOMO）[3]

### 映画
- 上島ジェーンビヨンド（2014年）

### テレビ
- インリンのM時ですョ!（サンテレビ）
- 淀川★キャデラック（2007年7月 - 、テレビ大阪）
- 今夜もハッスル（2008年10月、サンテレビ）
- 音楽ば〜か（2008年10月4日 - 、テレビ東京）
- 24時間かすみレディオ（2012年8月11日 - 2012年8月12日 、エンタ!371）※27時間生放送
- 家、ついて行ってイイですか?（2016年9月3日）
- 北海道独立宣言（2019年4月 - 9月、北海道放送）

#### 音楽活動開始前に出演していた番組
- Neo Happy系教育テレビ（2006年、テレビ大阪）レギュラー出演
- DIVA（2007年、テレビ東京）レギュラー出演
  - スタジオ撮影ではボンデージを着用。本人曰く「ポリシーなんで」
- 裸のニュースステーション（2006年8月 - 2008年8月、CS放送局パラダイステレビ）キャスターとして出演

### ラジオ
- 万里慧の十勝っ子1年生（2020年4月 - 、FM WING）